# Роляк рудогузий

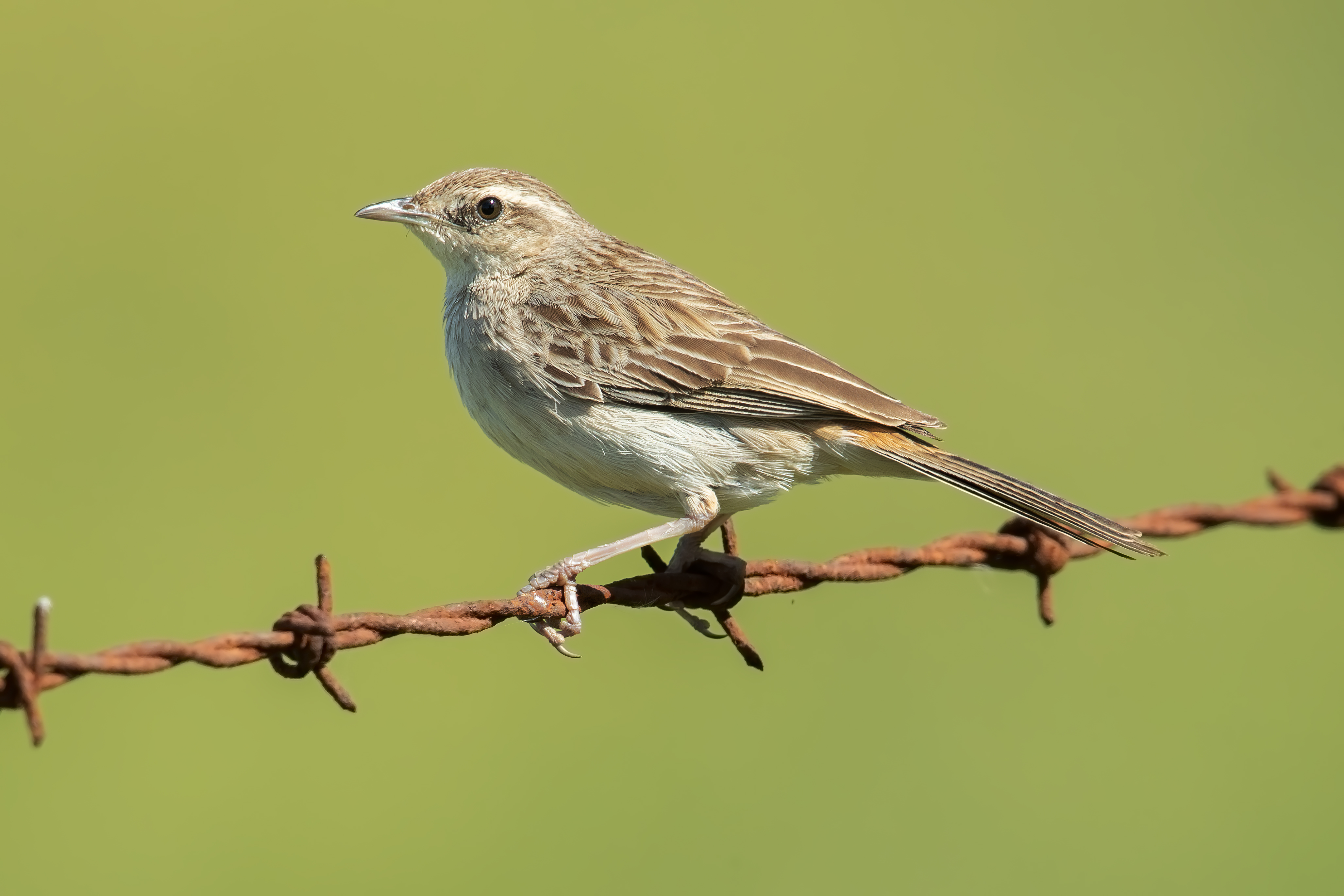
Рудогузий роляк

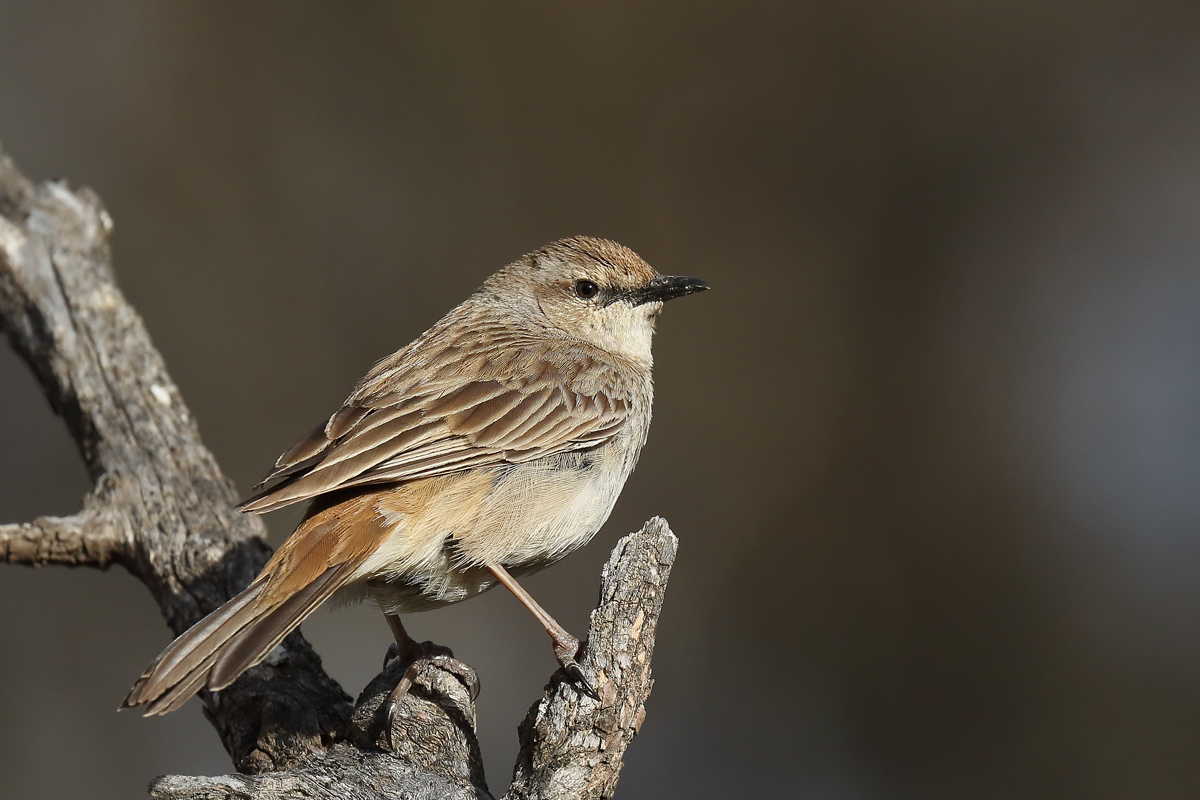
Рудогузий роляк

Роля́к рудогузий (Cincloramphus mathewsi) — вид горобцеподібних птахів родини кобилочкових (Locustellidae). Ендемік Австралії. Вид названий на честь британського орнітолога Грегорі Метьюса.

## Опис
Виду притаманний статевий диморфізм. Середня довжина самців становить 19 см, самиць — 16 см. Забарвлення переважно коричневе. Через очі проходять чорні смуги, над очима бліді «брови». Нижня частина тіла світліша. Надхвістя і верхня частина хвоста рудуваті.

## Поширення і екологія
Рудогузі роляки поширені майже по всій території Австралії, однак є рідкісними на півночі Північної Території і на Тасманії. Більшість птахів мешкає на півдні континенту. Взимку вони мігрують на північ континенту, влітку повертаються на південь. Рудогузі роляки живуть на луках, у ріколіссях і в чагарникових заростях.

## Поведінка
Рудогузі роляки живляться комахами та іншими безхребетними, яких вони ловлять на землі. В негніздовий період вони утворюють великі зграї до 20 птахів. Під час сезону розмноження самці часто і гучно співають. Самиці самостійно будують глибоке гніздо з трави, яке розміщується на землі. Також лише самиці насиджують яйця і піклуються про пташенят.